# Trayectos (festival)
Trayectos es un festival internacional de danza contemporánea que se celebra desde 2004 en Zaragoza, España. Obtuvo en 2015 la certificación o sello EFFE, de la Asociación Europea de Festivales, por su compromiso artístico, participación de la comunidad y vocación internacional, que ha mantenido desde entonces.

## Historia
Trayectos nació en 2004 coorganizado por el Ayuntamiento de Zaragoza y la Asociación Cultural Las Voces Humanas. Dos años más tarde, se convirtió en internacional. Desde sus orígenes, se celebra durante cuatro días en la última semana de junio, combinando la exhibición de espectáculos, la investigación y la formación a través de talleres y del Laboratorio de Danza y Nuevos Medios.
En 2014, el festival lideró y coordinó el nacimiento y desarrollo de la Red Acieloabierto, la red española de festivales de danza contemporánea en espacios no convencionales, de la que forma parte junto a otros como Sismògraf, Cervandantes, FAM, Cádiz en Danza, Lekuz Leku, Figueres es Mou, Abanea, Ciclo Huellas, Dantza Hirian, Cuadernos Escénicos, Masdanza, Traslación, Ahora Danza, Tierras en Danza, Danzad Danzad Malditos, Menorca en Dansa, Danza no Claustro, Ribera en Danza, Dantzaldia y Circuito Bucles.
Asimismo, forma parte de la Red Cuenco (Red de Iniciativas de Cultura en Comunidad), colaborando con entidades y proyectos de carácter inclusivo como La Ciclería, Hilvana, Pares Sueltos o el festival Zinentiendo.
Con base en su apuesta por el trabajo en red, tanto a nivel estatal como internacional, ha colaborado en producciones colectivas que han implicado a profesionales de diferentes nacionalidades, como el proyecto Dance Channels o Iberescena.
En 2023 celebró su vigésima edición. En esas dos décadas programó en 93 espacios diferentes de Zaragoza la actuación de más de mil bailarines y coreógrafos de los cinco continentes, a través de 367 propuestas artísticas de las cuales 66 han sido internacionales. Dentro de la programación de 2023, el Centro de Historias de Zaragoza acogió una exposición con los hitos de sus veinte años de historia y se presentó en el Paraninfo de la Universidad de Zaragoza el libro 10 mujeres que pusieron a bailar el mundo, en torno a una decena de mujeres que revolucionaron el mundo de la danza, como Isadora Duncan, Martha Graham, Trisha Brown o Natsu Nakajima.

## Reconocimientos
En 2015 recibió la certificación o sello EFFE (Europe for Festivals, Festivals for Europe) que concede la Asociación Europea de Festivales (EFA en sus siglas en inglés), por su compromiso artístico, participación de la comunidad y vocación internacional. Fue el primer festival de Aragón en obtener este reconocimiento y uno de los tres estatales dedicados a la danza contemporánea. Desde entonces lo ha renovado de forma ininterrumpida.
El Observatorio de la Cultura, estudio de Fundación Contemporánea, lo incluyó  como acontecimiento cultural de relevancia en Aragón en sus informes de 2017 a 2020 y de 2022.